# Bertałon Wejh
Bertałon Bertałonowycz Wejh, ukr. Берталон Берталонович Вейг, węg. Bertalan Végh, ros. Берталон Берталонович Вейг, Biertałon Biertałonowicz Wiejg (ur. 19??, Austro-Węgry, zm. ? w Użhorodzie) – ukraiński piłkarz pochodzenia węgierskiego, grający na pozycji obrońcy, trener piłkarski.

## Kariera piłkarska

### Kariera klubowa
Wychowanek klubu Ungvári MTE, w którym rozpoczął karierę piłkarską. W 1942 roku został zaproszony do Ungvári AC. Po rozformowaniu węgierskich klubów w 1945 grał w Dynamo Użhorod, po czym zakończył karierę piłkarza.

## Kariera trenerska
Karierę szkoleniowca rozpoczął po zakończeniu kariery piłkarza. Od 1946 został pierwszym trenerem nowo utworzonego Spartaka Użhorod. Potem pomagał trenować Spartak, a w 1953 ponownie prowadził klub z Użhoroda. W latach 60. XX wieku kierował Naftowykiem Drohobycz. Również pracował z amatorskimi zespołami, m.in. Kołhospnyk Berehowe, Chimik Pereczyn i Kołhospnyk Storożnycia, które pod jego kierownictwem wyróżniały się zawsze w rozgrywkach Ukraińskiej SRR i obwodu.
W tym samym czasie rozpoczął również karierę arbitra. Obsługiwał wiele ważnych gier w mistrzostwach obwodu i Ukraińskiej SRR. Od lat 60. pracował na stanowisku przewodniczącego Miejskiej Federacji Piłkarskiej w Użgorodzie i był członkiem Obwodowego Związku Piłki Nożnej, gdzie stał na czele Rady Trenerskiej. Sędzia kategorii republikańskiej (1955).
Zmarł w Użhorodzie.

## Sukcesy i odznaczenia

### Sukcesy piłkarskie
UMTE
- mistrz Słowacji: 1933

UAC
- mistrz Nemzeti Bajnokság II, Északi csoport: 1943/44
- wicemistrz Nemzeti Bajnokság II, Rákóczi csoport: 1942/43

### Sukcesy trenerskie
Spartak Użhorod
- mistrz Ukraińskiej SRR: 1946, 1953